# لا كايكسا
لاكايشا أو لا كايكسا (بالكتلانية: Caixa d'Estalvis i Pensions de Barcelona) هو صندوق توفير إسباني، يمارس النشاط المالي بشكل غير مباشر من خلال كايكسابانك CaixaBank ، والتي تستخدم علامتها التجارية «لا كايكسا». كايكسابانك لديها شبكة تضم أكثر من 5400 فرع وأكثر من 8100 جهاز صراف آلي، والقوى العاملة تتجاوز 28000 موظف والزبائن يفوق عددهم ال 10.5 مليون.

## تاريخ
تأسست لاكايشا سنة 1904، وهي أول صندوق للادخار بأوروبا وثالث كيان مالي بإسبانيا، وحسب تقديرات سنة 2009، تتوفر لاكايشا على موارد إجمالية تقدر ب 258.7 مليار أورو و 10.6 ملايين زبون، وأزيد من 27800 مستخدم وعلى أكبر شبكة تجارية بالقطاع المالي بإسبانيا. وحققت المجموعة ربحا صافيا وصل إلى 567 مليون أورو في الربع الأول من 2009.
يتولى إيسيدرو فينيه منصب رئيس مجلس إدارته ويشغل خوان ماريا نين منصب الرئيس التنفيذي فيه، في مجال الابتكار المستدام ذي الصلة بخدمات التجزئة المصرفية.
تتمتع بمكانة رائدة في الخدمات المصرفية عبر الإنترنت من خلال ’لينيا أبييرتا‘ (بـ 7.1 مليون عميل) والخدمات المصرفية عبر الهاتف الجوال بأكثر من 2.5 مليون عميل، وهو أكبر عدد من مستخدمي الخدمات المالية في إسبانيا، والخدمات المصرفية الإلكترونية (10.3 مليون بطاقة في الخدمة). حازت ’لا كايكسا’ في العام الماضي على جائزة المصرف الأكثر ابتكاراً في العالم ضمن جوائز الابتكار المصرفي العالمي الذي يُنظم برعاية معهد إدارة المصارف فيناكل.

### توسعها
في 1995 فتحت لاكايكسا مكاتبها في بورتو (البرتغال) و بروكسل (بلجيكا). وفي عام 2008 كان لديها مكاتب في المملكة المتحدة ، فرنسا، بلجيكا، إيطاليا، ألمانيا، البرتغال، المغرب والصين.
متواجدة بالمغرب منذ 2005 بمكتب تمثيلي، وفي يوليو 2009 أعلنت عن فتح أول فرع لها في الدار البيضاء من أجل مواكبة الاستثمارات الإسبانية في المغرب.